# 1er corps de l'ANZAC
Le 1er corps de l'ANZAC (I ANZAC Corps) est un corps d'armée combiné australien et néo-zélandais qui sert pendant la Première Guerre mondiale.
Il est formé en Égypte en février 1916 dans le cadre de la réorganisation et de l'expansion des Forces impériales australiennes et du Corps expéditionnaire néo-zélandais (NZEF) après l'évacuation de Gallipoli en décembre 1915. Avec le IIe corps d'armée de l'ANZAC, il remplace le 1er corps d'armée australien et néo-zélandais (ANZAC). Le corps participe d'abord à la défense du canal de Suez avant d'être transféré sur le front de l'Ouest en France et en Belgique à la fin du mois de mars 1916. Plus tard en 1916, la division néo-zélandaise est retirée de l'ordre de bataille du 1er corps de l'ANZAC, remplacée par la 4e division d'infanterie australienne du 2e corps de l'ANZAC.
En novembre 1917, le 1er corps de l'ANZAC cesse d'exister lorsque les divisions d'infanterie australiennes en France sont regroupées sous le nom de Corps australien et que la division néo-zélandaise, qui fait alors partie du 2e corps de l'ANZAC, est affectée à un corps d'armée britannique.

## Histoire

### Formation
Après l'évacuation de Gallipoli en décembre 1915, les forces australiennes et néo-zélandaises en Égypte connaissent une période de réorganisation et d'expansion. Il est décidé de faire passer l'AIF de deux divisions d'infanterie à quatre (plus tard cinq), tandis que les éléments néo-zélandais de la Division australienne et néo-zélandaise (en) sont divisés et étendus pour former une division à part entière, la Division néo-zélandaise. Les cinq divisions d'infanterie australiennes et la division d'infanterie néo-zélandaise sont ensuite organisées en deux unités de la taille d'un corps d'armée, appelées 1er corps de l'ANZAC et 2e corps de l'ANZAC (en),.
Le 1er corps de l'ANZAC est initialement commandé par le lieutenant-général Alexander Godley et comprend les trois divisions « vétérans » de l'ANZAC - les 1re et 2e divisions australiennes et la division néo-zélandaise nouvellement formée. Les divisions du corps d'armée doivent initialement assurer les défenses à l'est du canal de Suez contre l'invasion de l'Égypte par les Turcs. Les pertes considérables subies par les Français à Verdun mettent toutefois en évidence la nécessité d'augmenter les troupes alliées en France et, peu après la bataille, il est décidé de transférer les divisions d'infanterie australienne et néo-zélandaise en France. Le 13 mars 1916, sous le commandement du lieutenant général William Birdwood - le premier commandant de l'ANZAC - le corps commence à s'embarquer pour la France,.

### Front de l'Ouest
En France, le 1er corps de l'ANZAC est rattaché à la 2e armée britannique et est initialement positionné dans un secteur relativement calme au sud d'Ypres afin d'acquérir l'expérience de la guerre de tranchées. Le corps s'engage dans la ligne au sud d'Armentières, prenant la relève du 3e corps britannique qui rejoint la 4e armée britannique en préparation de l'offensive de la Somme. La 2e division australienne est la première à monter en ligne, prenant position dans les tranchées le 9 avril 1916.
Le 5 mai, l'ANZAC connaît son premier combat sur le front occidental lorsque les Allemands lancent un raid sur les positions du 20e bataillon (en) à la suite d'un barrage d'artillerie, faisant 100 victimes et capturant une partie des hommes et de l'équipement. Le 30 mai, la position du 11e bataillon (en) est également lourdement bombardée. Tout au long du mois de juin, le 1er corps de l'ANZAC effectue un certain nombre de raids de tranchées (en) sur les positions allemandes dans son secteur. Entre le 20 et le 30 juin, le corps d'armée effectue 10 raids de ce type et subit 773 pertes.

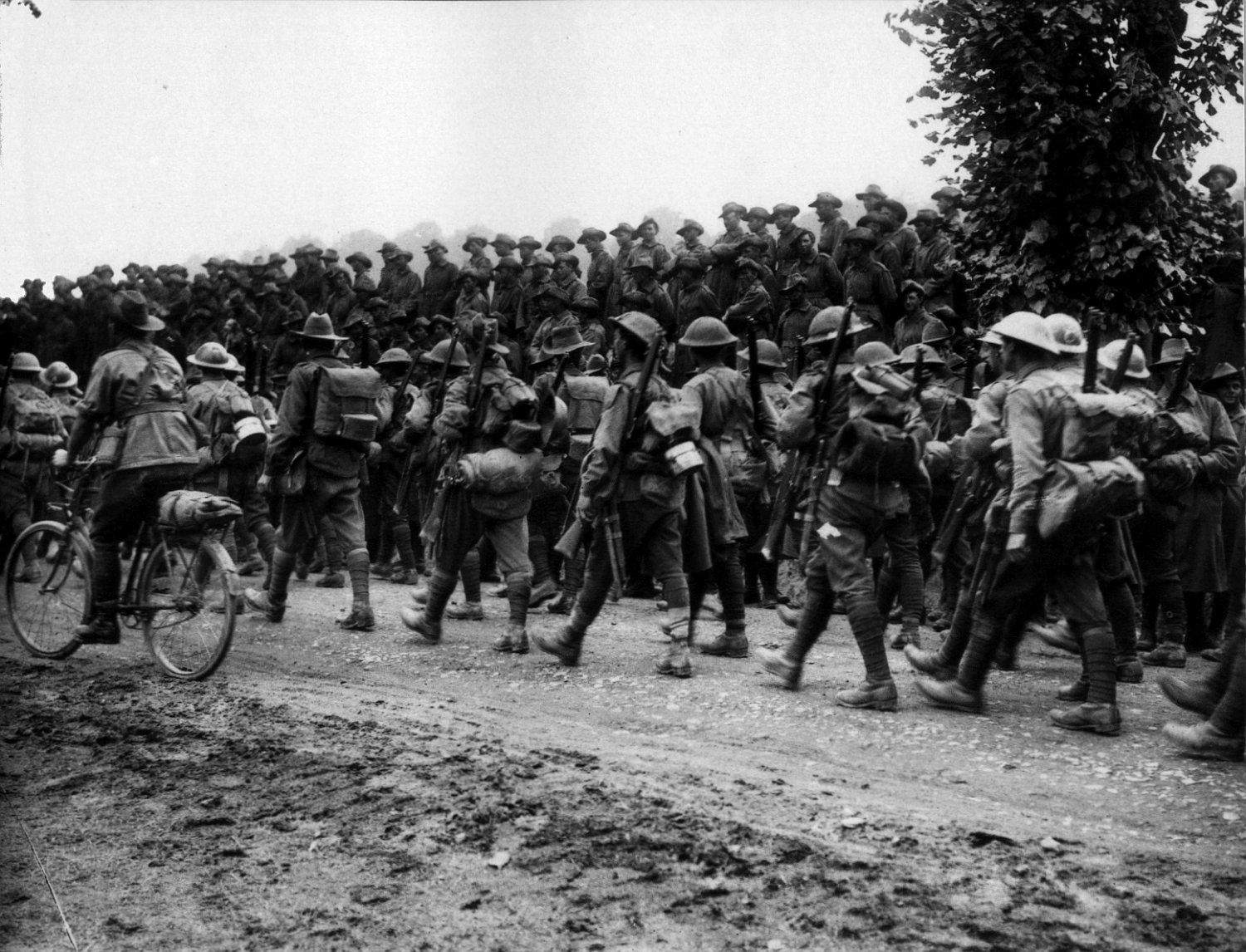
Les Australiens de la 6e brigade, 2e division, reviennent de la bataille, 10 août 1916

À la mi-juillet 1916, alors que l'offensive de la Somme s'essouffle, le commandant en chef britannique, le général Douglas Haig, a besoin de nouvelles divisions pour poursuivre l'avancée.  Le corps est transféré à la 5e armée du général Hubert Gough et chargé de capturer Pozières. À cette époque, le 2e corps de l'ANZAC (en) commence à arriver en France depuis l'Égypte sous le commandement du général Godley. Godley étant également le commandant du corps expéditionnaire néo-zélandais, il est décidé que la division néo-zélandaise serait mieux placée sous son commandement et elle est donc échangée avec la 4e division australienne à temps pour le déplacement vers la Somme.
Pozières est attaqué sans succès à quatre reprises auparavant, mais le 23 juillet 1916, la 1re division réussit à s'emparer du village après une avancée de 1 000 mètres. Suite à ce succès, les Allemands commencent un bombardement d'artillerie lourde sur les positions australiennes qui subissent 5 286 pertes, la 1re division est relevée par la 2e division deux jours plus tard. La zone entourant le village étant toujours aux mains des Allemands, des plans sont élaborés en vue de nouvelles attaques. L'assaut de la 1re division est couronné de succès en grande partie grâce à un bon travail d'état-major et à une bonne préparation, mais le commandant de la division, le major général Harold Walker, a également refusé de subir les pressions de Gough pour attaquer avant qu'il ne soit prêt. Ce n'est pas le cas du commandant de la 2e division, le général de division James Gordon Legge (en), qui finit par ordonner une attaque le 29 juillet sans avoir procédé à une planification adéquate. En conséquence, l'attaque échoue et fait 3 500 victimes et la 2e division est obligées d'attaquer à nouveau les 4 et 5 août. Cette nouvelle attaque s'avère plus fructueuse, mais au cours des deux attaques, la division subit 6 800 pertes.
Après les combats autour de Pozières, les trois divisions du 1er corps de l'ANZAC prennent part à la bataille de la ferme du Mouquet, qui se déroule entre le 10 août et le 3 septembre 1916. En raison de la formation d'un saillant dans les lignes alliées, la zone entourant la ferme, à travers laquelle les Australiens doivent avancer, est sous l'observation des guetteurs d'artillerie allemands et, à la suite de barrages intensifs, l'ANZAC subit de lourdes pertes au cours de la bataille, avec 6 300 morts, dont 4 649 pour la seule 4e division. En raison de ces pertes, le corps est retiré dans un secteur calme en septembre et octobre 1916, avant de retourner dans la Somme en novembre. Un hiver rigoureux s'installe cependant peu après, mettant fin aux opérations majeures sur le front occidental pour l'année 1916.
Tout au long de la fin de l'année 1916 et du début de l'année 1917, le 1er corps de l'ANZAC est confiné à des tâches défensives, mais au printemps, il entame une série de patrouilles le long du front, au cours desquelles il est découvert que les Allemands se replient sur la ligne Hindenburg. Le 17 mars, la 2e division participe à l'avancée vers Bapaume,. Par la suite, des éléments du corps prennent part aux combats autour de Bullecourt en avril et mai et de Messines en juin pour soutenir le 2e corps de l'ANZAC, avant que l'ensemble du corps ne soit engagé dans les combats autour d'Ypres au sein de la 5e armée en septembre 1917.
Le 16 septembre 1917, six semaines après le début des combats à Ypres, les 1re et 2e divisions prennent position dans le bois de Glencorse à la faveur de l'obscurité. Quatre jours plus tard, les divisions australiennes font partie d'une nouvelle offensive alliée. Avançant côte à côte, elles forment le centre de l'attaque dans ce qui est depuis devenu la bataille de la route de Menin. La bataille est un succès, bien que coûteuse, puisque les Australiens subissent environ 5 000 pertes. Le 26 septembre, les 4e et 5e divisions, qui ont été rattachées au 1er corps de l'ANZAC pour les combats autour du bois du Polygone, mènent une attaque réussie au cours de laquelle ils parviennent à s'emparer du bois du Polygone et d'une partie de Zonnebeke.

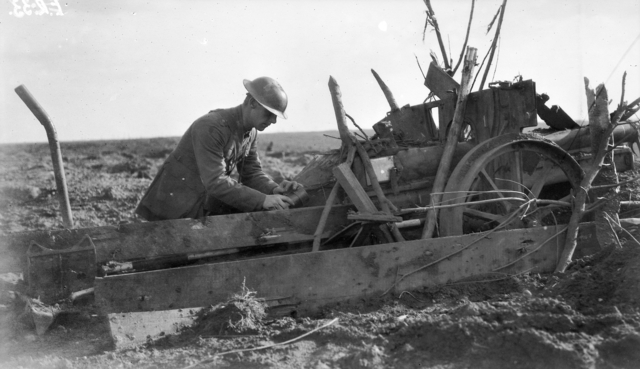
Pièce d'artillerie allemande capturée par le 4e bataillon australien lors de la bataille de Broodseinde

Plus tard, le 4 octobre, le 1er corps de l'ANZAC et le 2e corps de l'ANZAC participent à une attaque sur la crête de Broodseinde (en), avec les quatre divisions de l'ANZAC — la première et la deuxième du 1er corps de l'ANZAC et la troisième et celle de Nouvelle-Zélande du 2e corps de l'ANZAC— servant au combat ensemble pour la première fois. Après avoir subi une lourde attaque d'artillerie allemande, le 1er corps de l'ANZAC lance une attaque pour capturer les casemates qui dominent la crête. Lorsque les divisions australiennes quittent leurs tranchées, elles sont confrontées à une force d'Allemands dans le no man's land qui mènent leur propre attaque. Les deux camps s'affrontent en terrain découvert avant que les Allemands ne soient contraints de battre en retraite sur la ligne de crête. D'autres combats s'ensuivent et, par la suite, le 1er corps de l'ANZAC parvient à capturer la plupart des casemates allemandes sur la ligne de crête, mais ils sont arrêtés avant d'atteindre leur objectif secondaire par des tirs défensifs provenant de positions allemandes situées à proximité. Au total, le 1er corps de l'ANZAC subit environ 4 500 pertes.
Grâce à ces succès, le haut commandement allié estime qu'une percée est enfin possible. De fortes pluies ont cependant transformé le sol en boue et les actions offensives ultérieures se soldent par de lourdes pertes pour des gains limités. Début novembre, le 1er corps de l'ANZAC est retiré du front autour d'Ypres.

### Démantèlement
En novembre 1917, les cinq divisions d'infanterie australiennes en France sont regroupées au sein du Corps australien, et les 1er et 2e corps de l'ANZAC cessent d'exister,.

## Ordre de bataille
Bien que la composition du 1er corps de l'ANZAC ait changé à plusieurs reprises,, avec des divisions étant attachées et détachées selon les besoins pour participer à une campagne particulière, l'ordre de bataille suivant est inclus à des fins d'illustration. Il correspond à l'arrivée du corps en France en 1916. Au niveau de la division, il existait également diverses unités de soutien, notamment des batteries d'artillerie de campagne et des mortiers de tranchée, des bataillons de pionniers et des compagnies de génie de campagne, des compagnies de mitrailleuses et des ambulances de campagne.
Sources,:

Commandant de corps : Lieutenant General Sir William Birdwood
Ordre de bataille, décembre 1916 :
| 1re division australienne | Major General Harold Walker                | Major General Harold Walker                |
| 1re Brigade (en)          | 2e Brigade (en)                            | 3e brigade (en)                            |
| 1er bataillon             | 5e bataillon (en)                          | 9e bataillon (en)                          |
| 2e bataillon (en)         | 6e bataillon (en)                          | 10e bataillon (en)                         |
| 3e bataillon (en)         | 7e bataillon (en)                          | 11e bataillon (en)                         |
| 4e bataillon              | 8e bataillon (en)                          | 12e bataillon (en)                         |
| Pionniers                 | 1er bataillon de pionniers australien (en) | 1er bataillon de pionniers australien (en) |

| 2e division australienne | Major General James Gordon Legge (en)      | Major General James Gordon Legge (en)      |
| 5e brigade (en)          | 6e brigade                                 | 7e brigade (en)                            |
| 17e bataillon (en)       | 21e bataillon (en)                         | 25e bataillon (en)                         |
| 18e bataillon (en)       | 22e bataillon (en)                         | 26e bataillon (en)                         |
| 19e bataillon (en)       | 23e bataillon (en)                         | 27e bataillon (en)                         |
| 20e bataillon (en)       | 24e bataillon (en)                         | 28e bataillon (en)                         |
| Pionniers                | 2e bataillon de pionniers australiens (en) | 2e bataillon de pionniers australiens (en) |

| Division néo-zélandaise     | Major-General Andrew Hamilton Russell (en)      | Major-General Andrew Hamilton Russell (en)      |
| 1re brigade néo-zélandaise  | 2e brigade néo-zélandaise                       | 3e brigade néo-zélandaise                       |
| 1er bataillon d'Auckland    | 2e bataillon d'Auckland                         | 1er bataillon de fusiliers néo-zélandais        |
| 1er bataillon de Canterbury | 2e bataillon de Canterbury                      | 2e bataillon de fusiliers néo-zélandais         |
| 1er bataillon d'Otago       | 2e bataillon d'Otago                            | 3e bataillon de fusiliers néo-zélandais         |
| 1er bataillon de Wellington | 2e bataillon de Wellington                      | 4e bataillon de fusiliers néo-zélandais         |
| Pionniers                   | Bataillon de pionniers de Nouvelle-Zélande (en) | Bataillon de pionniers de Nouvelle-Zélande (en) |

Ordre de bataille, juin 1916 :
| 1re division australienne | Major General Harold Walker                | Major General Harold Walker                |
| 1re brigade (en)          | 2e brigade (en)                            | 3e brigade (en)                            |
| 1er bataillon             | 5e bataillon (en)                          | 9e bataillon (en)                          |
| 2e bataillon (en)         | 6e bataillon (en)                          | 10e bataillon (en)                         |
| 3e bataillon (en)         | 7e bataillon (en)                          | 11e bataillon (en)                         |
| 4e bataillon              | 8e bataillon (en)                          | 12e bataillon (en)                         |
| Pionniers                 | 1er bataillon de pionniers australien (en) | 1er bataillon de pionniers australien (en) |

| 2e division australienne | Major General James Gordon Legge (en)      | Major General James Gordon Legge (en)      |
| 5e brigade (en)          | 6e brigade                                 | 7e brigade (en)                            |
| 13e bataillon (en)       | 21e bataillon (en)                         | 25e bataillon (en)                         |
| 14e bataillon (en)       | 22e bataillon (en)                         | 26e bataillon (en)                         |
| 15e bataillon (en)       | 23e bataillon (en)                         | 27e bataillon (en)                         |
| 16e bataillon (en)       | 24e bataillon (en)                         | 28e bataillon (en)                         |
| Pionniers                | 2e bataillon de pionniers australiens (en) | 2e bataillon de pionniers australiens (en) |

| 4e division australienne | Major General Vaughan Cox (en)            | Major General Vaughan Cox (en)            |
| 4e brigade (en)          | 12e brigade (en)                          | 13e brigade (en)                          |
| 17e bataillon (en)       | 45e bataillon (en)                        | 49e bataillon (en)                        |
| 18e bataillon (en)       | 46e bataillon (en)                        | 50e bataillon (en)                        |
| 19e bataillon (en)       | 47e bataillon (en)                        | 51e bataillon (en)                        |
| 20e bataillon (en)       | 48e bataillon (en)                        | 52e bataillon (en)                        |
| Pionniers                | 4e bataillon de pionniers australien (en) | 4e bataillon de pionniers australien (en) |